# Западное христианство
Западное христианство — одно из двух направлений христианства (второе — восточное христианство). Западное христианство объединяет и Латинскую церковь, и протестантизм, а также их ответвления, таких как Старокатолические церкви и независимый католицизм.
Подавляющее большинство из 2,3 миллиарда христиан в мире являются западными христианами (около 2 миллиардов—1,2 миллиарда латинских католиков и 800 миллионов протестантов). Первоначальная и до сих пор главная часть, Латинская церковь, возникла при епископе Рима в бывшей Западной Римской империи в период античности. Из Латинской церкви возникло множество независимых протестантских конфессий, включая лютеранство и англиканство, начиная с протестантской Реформации в XVI веке, и независимый католицизм в XIX веке. Таким образом, термин «западное христианство» не описывает отдельную общину или религиозную конфессию, но применяется для того, чтобы отличить все эти конфессии в совокупности от восточного христианства.
В настоящее время различные направления Западного христианства широко распространены во всём мире (в Северной Америке, в Южной Америке, в Европе, в Азии, в Африке и в Австралии).
Как правило, сами представители этих конфессий себя «западными христианами» не называют. Этот термин более употребим среди приверженцев Православных и Древневосточных православных церквей, а также — ученых, изучающих историю христианства.